# Vanesa Lorenzo
Pour les articles homonymes, voir Lorenzo.
Vanesa Lorenzo est une actrice et mannequin espagnole née le 7 janvier 1977 à Barcelone. 

## Biographie

### Vie privée
Elle est la compagne du joueur du FC Barcelone Carles Puyol avec qui elle a deux filles : Manuela, née le 24 janvier 2014, et Maria, née le 2 janvier 2016.

## Filmographie
- 1989 : Entreacte
- 1997 : Fuochi d'artificio de Leonardo Pieraccioni : Luna
- 1998 : El Topo y el hada